# Conus laevigatus
Conus laevigatus é uma espécie de gastrópode do gênero Conus, gênero encontrado na região indo-pacífica famosa por seu famoso coquetel de toxinas, pertencente à família Conidae.